# Josef Chavanne

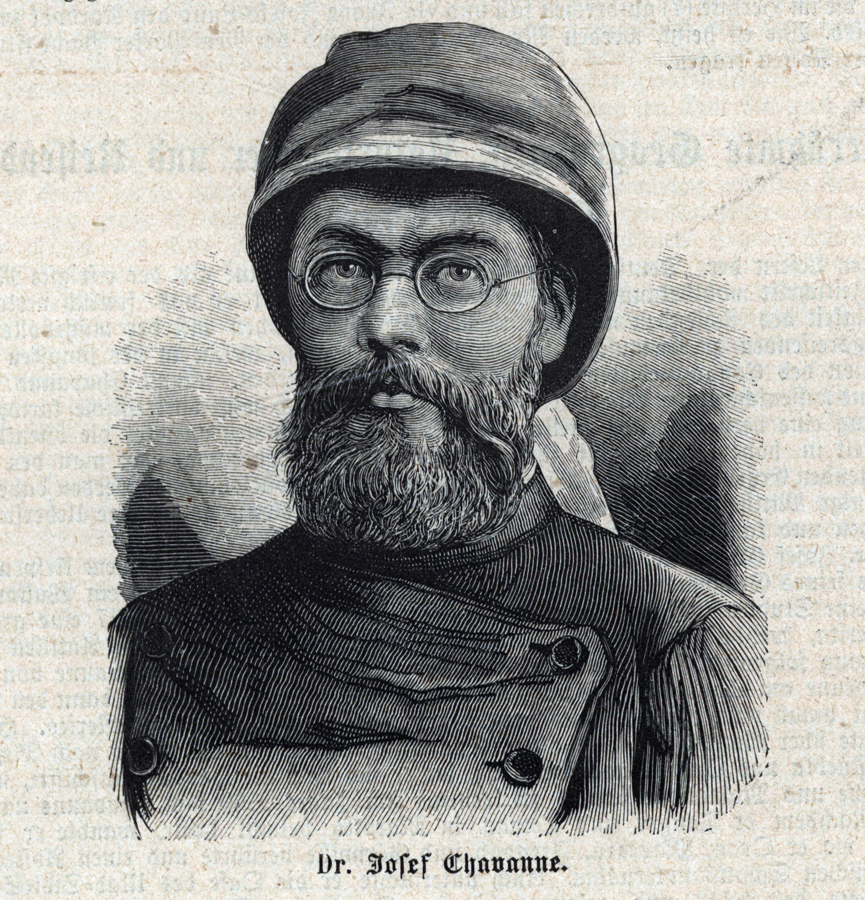
Josef Chavanne (Holzstich von 1885)

Josef Chavanne, in manchen Veröffentlichungen auch Joseph Chavanne (* 7. August 1846 in Graz; † 7. Dezember 1902 in Buenos Aires) war ein österreichischer Geograph, Meteorologe und Weltreisender. Sein französischer Familienname erklärt sich durch seine wallonische Vorfahren.

## Leben
Chavanne, der in Graz und Prag studiert hatte, unternahm 1867–69 eine ausgedehnte Reise nach Mittel- und Nordamerika (Mexiko, Westindien, Texas), danach besuchte er verschiedene marokkanische Hafenstädte und drang von Oran aus in die algerische Sahara vor.
1869–70 war er an der meteorologischen Reichsanstalt Wien tätig, 1875 übernahm er schließlich die Redaktion der Mitteilungen der Wiener Geographischen Gesellschaft.
Nach ihm ist das Kap Chavanne in der Antarktis benannt.

## Schriften
- Central-Afrika und die neueren Expeditionen zu seiner Erforschung. Vortrag gehalten von Dr. Josef Chavanne. A. Hartleben, Wien 1876 (online).
- mit Franz von Le Monnier und Alois Karpf: Die Literatur über die Polar-Regionen der Erde. Hölzel, Wien 1878 (Digitalisat)
- Die Sahara, oder: Von Oase zu Oase. Wien 1879 (mit 7 Illustrationen in Farbendruck, 64 Holzschnitten und einer Karte der Sahara online).

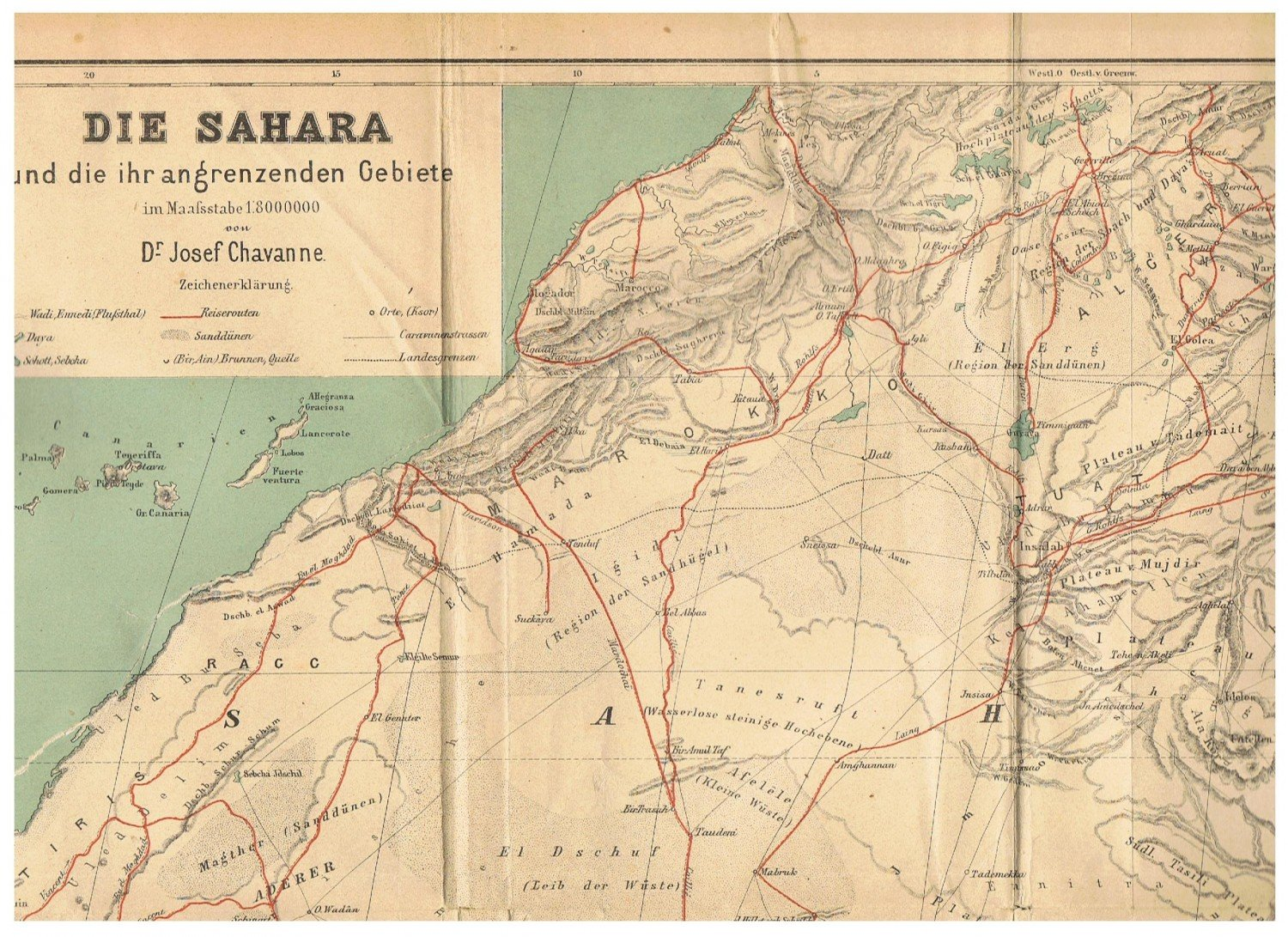
Karte Die Sahara und die ihr angrenzenden Gebiete (Ausschnitt)

- Afghanistan mit Rücksicht auf den englisch-afghanischen Krieg. A. Hartleben, Wien 1879 (online).
- Afrikas Ströme und Flüsse: Ein Beitrag zur Hydrographie des dunkeln Erdtheils. A. Hartleben, Wien 1883 (online).

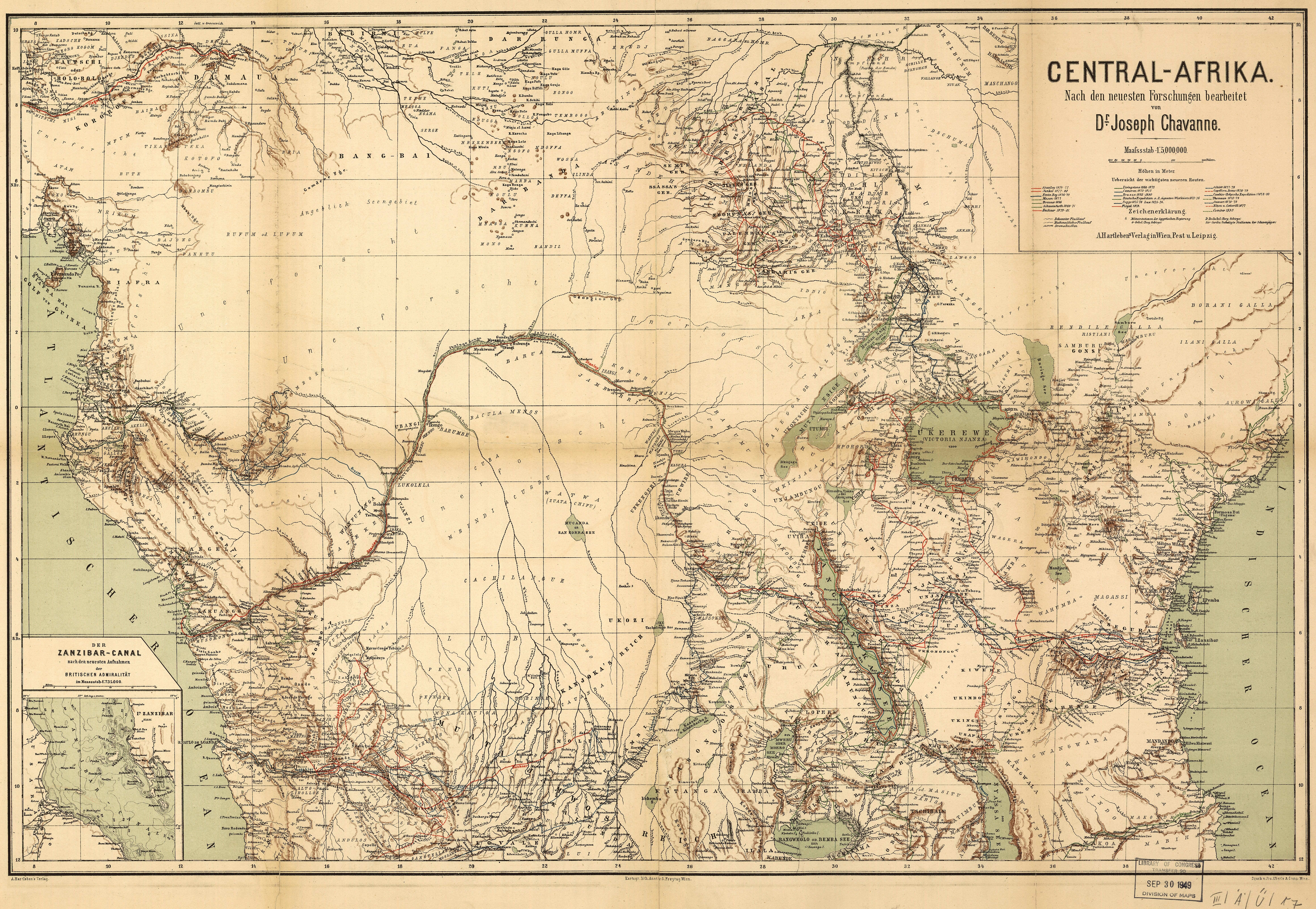
Karte von Central-Afrika

- Jan Mayen und die österreichische arktische Beobachtungsstation: Geschichte und vorläufige Ergebnisse derselben. Nach den Aufzeichnungen und Berichten des Leiters Linienschiffslieutenant E. von Wohlgemuth. Mit 6 Illustr. und einer Karte. A. Hartleben, Wien 1884. (online auf commons).

- Buch (PDF, 80 Seiten)

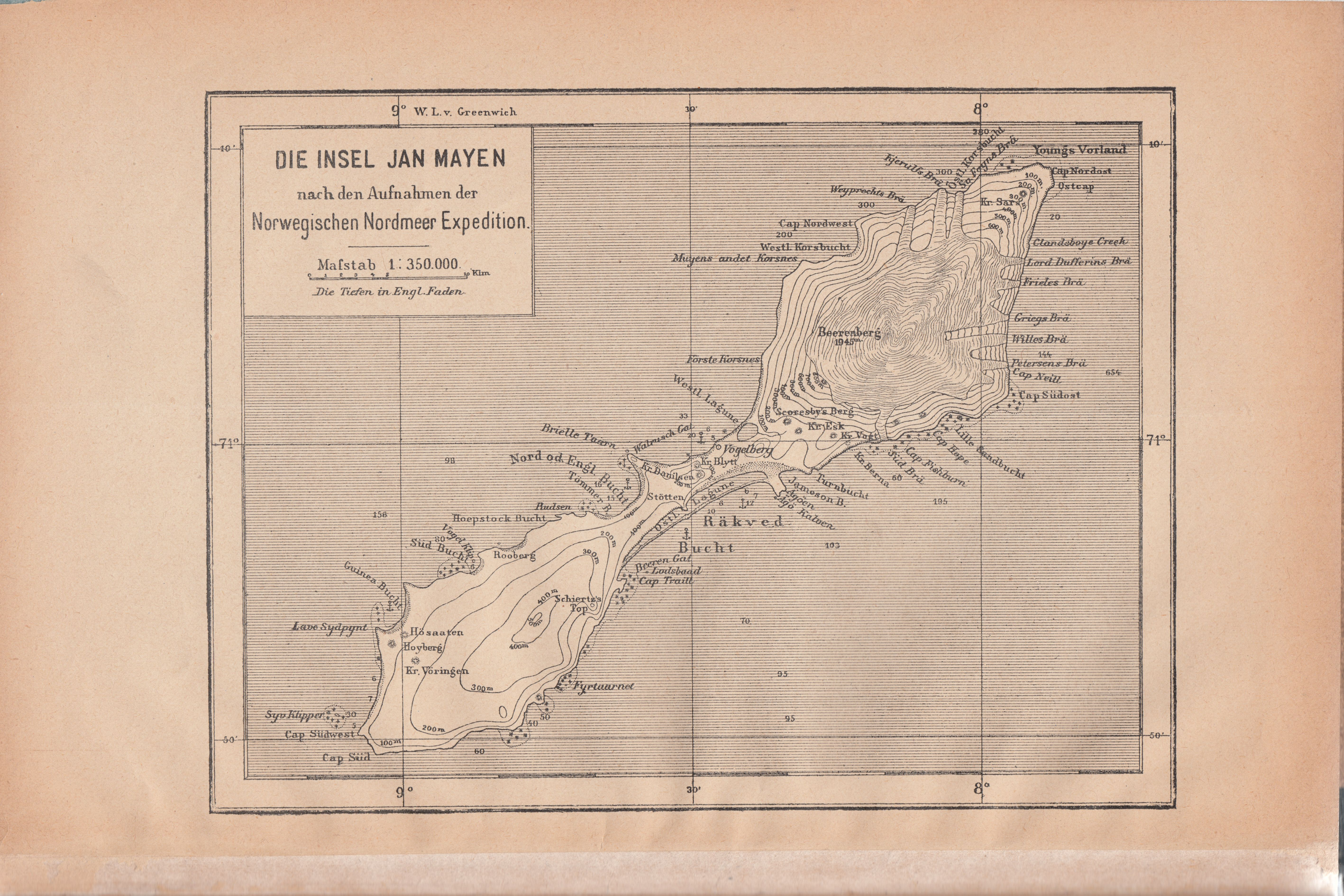
Karte von Jan Mayen (Buchseite 2)

- Reisen und Forschungen im alten und neuen Kongostaate. Hermann Costenoble, Jena 1887 (online (1) (2))